# 14513 Alicelindner
14513 Alicelindner eller 1996 GK17 är en asteroid i huvudbältet som upptäcktes den 15 april 1996 av den belgiske astronomen Eric W. Elst vid La Silla-observatoriet. Den är uppkallad efter tyskan Alice Lindner.
Asteroiden har en diameter på ungefär 5 kilometer.